# Cristian Invernizzi
Cristian Invernizzi (Treviglio, 17 giugno 1977) è un politico italiano.

## Biografia
Dal 2009 al 2013 è stato Assessore alla Sicurezza, Polizia Locale e Protezione Civile nel Comune di Bergamo, dal 2009 al 2014 è stato consigliere comunale di Arcene.

### Elezione a deputato
Alle elezioni politiche del 2013 viene eletto deputato della XVII legislatura della Repubblica Italiana nella circoscrizione IV Lombardia 2 per la Lega Nord. Cinque anni dopo viene rieletto grazie alla vittoria nel collegio uninominale di Treviglio.
Ricandidato al Senato alle elezioni anticipate del 2022 nel collegio plurinominale Lombardia 3, non risulta eletto.
Nella primavera del 2024 è tra i 21 dissidenti della Lega che scrivono al segretario Matteo Salvini chiedendogli di tornare al pragmatismo del vecchio partito, di non allearsi con gli estremisti Alternative für Deutschland e Marine Le Pen e di non candidare il generale Roberto Vannacci alle elezioni europee di giugno.